# Plounéour-Ménez
Plounéour-Ménez (bret. Plouneour-Menez) – miejscowość i gmina we Francji, w regionie Bretania, w departamencie Finistère.
Według danych na rok 1990 gminę zamieszkiwało 1100 osób, a gęstość zaludnienia wynosiła 21 osób/km² (wśród 1269 gmin Bretanii Plounéour-Ménez plasuje się na 541. miejscu pod względem liczby ludności, natomiast pod względem powierzchni na miejscu 65.).